# Kremelj
Kremelj (rusko: кремль, latinizirano: kreml', IPA: [ˈkrʲemlʲ] ) je ruska beseda za fortifikacijo (lahko je tako trdnjava, citadela ali grad), ki leži znotraj zgodovinskih mest v Rusiji. Ta beseda se pogosto uporablja za označevanje najbolj znanega, Moskovskega kremlja ali metonimično za vlado, ki ima tam sedež. Druge takšne trdnjave se imenujejo detineti, na primer novgorodski detineti.

## Etimologija
Ruska beseda je nejasnega izvora. Različne različice vključujejo besedo, ki izvira iz turških jezikov, grškega jezika ali baltskih jezikov. Beseda ima morda isti koren kot kremen (rusko кремень, krʲɪˈmʲenʲ, "kremen").

## Zgodovina

### Kremlji v Kijevski Rusiji
Slovani so v 9. stoletju začeli graditi trdnjave za zaščito svoje dežele pred sovražniki. Znano je, da so Skandinavci imenovali slovanske dežele dežela trdnjav — »Gardariki«. Arabski geograf Al-Bakri je zapisal: »In tako Slovani zgradijo velik del svojih utrdb: usmerijo se na travnike, bogate z vodo in trsjem, in tam označijo okroglo ali pravokotno mesto, trdnjavo, odvisno od oblike, ki jo želijo narediti, in skopljejo jarek in izkopano zemljo nasipajo v obzidje, utrdijo jo z deskami in piloti, kakor tolčeno zemljo, dokler zid ne doseže želene višine. Potem izmerijo vrata na kateri strani hočejo, in pristop po lesenem mostu«. V starih časih so leseno ograjo gradili na grebenu obzidja, palisade ali zapolota (stena iz brun, navpično ena nad drugo, povezana z vodoravno položenimi tramovi). Način obrambe naselja je bil primitiven; pozneje so lesene trdnjavske stene postale bolj zaželene.
V 8. stoletju je bila zgrajena najzgodnejša znana kamnita in lesena trdnjava - Lubšanska trdnjava blizu Stare Ladoge. Starodavni kamniti in leseni kremelj vključuje trdnjavo v naselju Truvorov pri Izborsku (9. stoletje) in prvi kremelj Stara Ladoga (konec 9. stoletja, pozneje obnovljen). Posamezni kamniti stolpi, vrata in zavoji obzidja so se pojavili v drugih mestih (Vladimir, Kijev, Novgorod, Perejaslavl): Zlata vrata Kijevske citadele in vrata Vladimirskega kremlja z istim imenom so preživela.
Posebna vrsta lesenih in kamnitih kremljev se je pojavila pod vplivom arhitekturne tradicije Poljske in Madžarske. Zanje je bila značilna sopostavitev lesenega obzidja in stolpov z vezmi - visokimi kamnitimi stolpi, ki so stali v notranjosti trdnjave in so bili uporabljeni kot stražni stolpi. Konstrukcije, imenovane Volynski stolpi, so bile postavljene na primer v citadelah Holmsk, Kamenec in Gorodeni.
Med mongolsko-tatarsko invazijo so Mongoli zavzeli in uničili številne ruske lesene in kamnito-lesene trdnjave. Dolgotrajni mongolsko-tatarski jarem je upočasnil razvoj ruske utrdbene arhitekture za stoletje in pol, saj so se medsebojne vojne ustavile in potreba po gradnji trdnjav je izginila.
Tradicija gradnje trdnjav se je ohranila v novgorodskih in pskovskih deželah, ki jih mongolska invazija ni prizadela. Tu niso zgrajeni samo kremlji (Izborsk, Porhov), ampak - prvič v Rusiji - trdnjave, ki niso bila mnoga mesta v polnem pomenu besede, kot obrambne strukture (Koporie, Šlisselburg, Yam, Korela, Ostrov, Kobila). Najmočnejša med ruskimi trdnjavami je bil Pskovski kremelj, ki mu v Rusiji ni bilo para po številu dolgotrajnih obleganj.

### Kremlji ruske države
Izraz kremelj (v različici Kremnik) se prvič sreča v kronikah iz leta 1317 v poročilih o gradnji Tverskega kremlja, kjer je bilo postavljeno leseno mesto-trdnjava, ki je bilo ilovnato in pobeljeno.
Lesene trdnjave so bile postavljene povsod v ruski državi - od dežel Daljnega vzhoda do švedskih meja. Številne so bile na jugu, kjer so služile kot povezava utrjenih območij, ki so krimskim Tatarom odrezale pot v osrednje regije. Lesene trdnjave estetsko niso bile slabše od kamnitih - in obžalujemo lahko, da stolpi lesenih kremljev niso preživeli do danes. Lesene trdnjave so bile zgrajene hitro: leta 1638 so v Mcensku v 20 dneh postavili obzidja trdnjav Bolšoj Ostrog in Pletni Gorod v skupni dolžini približno 3 kilometre s 13 stolpi in skoraj sto metrov dolgim mostom čez reko Zuša. Mesto Svijažsk je bilo zgrajeno podobno med Kazansko kampanjo spomladi 1551: trdnjavsko obzidje, dolgo približno 2,5 kilometra, veliko cerkva in hiš je bilo postavljenih v enem mesecu.
Kasneje so bili številni kremlji obnovljeni in okrepljeni. Tako je bil Moskovski kremelj pod Ivanom III. rekonstruiran v opeki.
V 16.–17. stoletju je bilo v ruski državi zgrajenih približno 30 kamnitih trdnjav. Novi kremelj ima pravilne geometrijske oblike v tlorisu (Zarajski in Tulski kremelj). Tulski kremelj je edinstven, ker je bil zgrajen v dolini (kar je bilo mogoče zaradi nerazvitega oblegovalnega topništva nomadskih Tatarov).
Gradnja kremljev je trajala do preloma 17.–18. stoletja. Zadnja zgradba kremlja je bila zgrajena iz kamna v letih 1699–1717 v mestu Tobolsk (najvzhodnejši kremelj v Rusiji).

## Seznam

### V Rusiji
- Kraji svetovne dediščine:
  - Moskovski kremelj
  - Novgorodski kremelj
  - Kazanski kremelj
  - Solovecki samostan
  - Suzdalski kremelj

- Obstoječi:

- - Astrahanski kremelj
  - Kolomnanski kremelj
  - Nižnenovgorodski kremelj
  - Pskovski kremelj
  - Rostovski kremelj (škofovska rezidenca, uradno ne velja za kremelj)
  - Smolenski kremelj
  - Tobolski kremelj (edini kamniti kremelj v Sibiriji)
  - Tulski kremelj
  - Suzdalski kremelj
  - Ivangorodska trdnjava (formalno se ne šteje za kremelj)
  - Trdnjava Orešek (formalno se ne šteje za kremelj)
  - Stara Ladoga
  - Aleksandrovski kremelj (carska rezidenca, ki se formalno ne šteje za kremelj)
  - Trdnjava Korela (formalno se ne šteje za kremelj)
  - Izborski kremelj

- V ruševinah:
  - Gdovski kremelj
  - Izborski kremelj
  - Porhovski kremelj
  - Serpuhovski kremelj
  - Velikie Lukiški kremelj
  - Toržokski kremelj
  - Možajski kremelj
  - Trdnjava Koporje (formalno se ne šteje za kremelj)
  - Vjazemski kremelj (en stolp)
  - Sizranski kremelj (en stolp, 1683)
  - Ufa

- Obstoječi in neobzidani:
  - Vladimirski kremelj (stolp Zlata vrata in obrežje)
  - Dmitrovski kremelj
  - Rjazanski kremelj
  - Vologdanski kremelj (škofovska rezidenca, ki se uradno ne šteje za kremelj)
  - Jaroslaveljski kremelj (dva stolpa)
  - Pereslaveljsko-Zaleski kremelj
  - Hlinov (Vjatka)
  - Volokolamski kremelj

- Samo sledi:
  - Borovski kremelj
  - Opočkanski kremelj
  - Starodubski kremelj
  - Tverski kremelj, požgali Moskovčani med okupacijo Zlate horde

in drugi

### Zunaj Rusije
Po razpadu Kijevske Rusije, Ruskega imperija in ZSSR so nekatere trdnjave, ki so veljale za kremeljske, ostale zunaj meja sodobne Rusije. Nekateri so navedeni spodaj:
- Belz, Ukrajina (samo sledi)
- Kijev, Ukrajina (rekonstruiran stolp Zlatih vrat)
- Putivl, Ukrajina
- Novhorod-Siverski, Ukrajina
- Černigov, Ukrajina (samo sledi)
- Kamjanec, Belorusija (jaški in stolp Bela Veža)
- Belgorod Kievski, Ukrajina (zdaj vas Belgorodka)

Ista struktura v Novgorodšini, Ukrajini in drugih staroruskih ozemljih se imenuje tudi ditinec (ukrajinsko дитинець, iz ditina – otrok). Izraz je v uporabi od 11. stoletja. Izraz kremelj se je prvič pojavil v 14. stoletju na različnih ruskih ozemljih, kjer je nadomestil ditincs.
Številni ruski samostani so bili zgrajeni v slogu, podobnem trdnjavi, podobni kremlju.